# Committee on Publication Ethics
Committee on Publication Ethics (COPE, z ang. Komisja do spraw Etyki Publikacyjnej) to organizacja, której misją jest odpłatne doradztwo w zakresie najlepszych praktyk dotyczących etyki publikacji naukowych.

## Misja
COPE kształci i wspiera redaktorów, wydawców oraz osoby zajmujące się etyką publikacji w celu podniesienia kultury publikowania w takim kierunku, w którym praktyki etyczne stają się normą i częścią kultury wydawniczej. Podejście COPE zdecydowanie zmierza do tego, aby wywierania wpływu poprzez edukację, zasoby i wsparcie członków COPE. Stanowi także forum dla swoich członków, na którym mogą omawiać indywidualne przypadki.
COPE publikuje comiesięczny biuletyn i organizuje coroczne seminaria. COPE stworzyło dla członków narzędzie audytorskie umożliwiające ocenę zgodności z Podstawowymi praktykami (Core Practices) i wytycznymi w formie diagramów blokowych, dokumentów do dyskusji, wytycznych i modułów e-learningowych.

## Historia
COPE zostało założone w 1997 roku przez małą grupę redaktorów czasopism medycznych w Wielkiej Brytanii. Od 2022 r. COPE liczy ponad 13 000 członków na całym świecie, ze wszystkich dziedzin akademickich. Płatne członkostwo jest otwarte dla redaktorów czasopism akademickich i innych osób zainteresowanych etyką publikacji i różni się w zależności od rodzaju członkostwa w ciągu roku.
Pierwsze wytyczne COPE zostały opracowane po dyskusji na spotkaniu COPE w kwietniu 1999 r. i opublikowane jako Wytyczne dotyczące dobrej praktyki wydawniczej (Guidelines on Good Publication Practice) w Raporcie rocznym w 1999 r. Na ich podstawie w listopadzie 2004 r. na pierwszej stronie internetowej COPE opublikowano pierwsze wydanie Kodeksu postępowania dla redaktorów (Code of Conduct for Editors), wraz z artykułem wstępnym w BMJ[5]. W 2017 r. Kodeks został zastąpiony uproszczonym opisem oczekiwań jako Podstawowych Praktyk COPE (COPE’s Core Practices), z linkami do szczegółowych wytycznych COPE.
Poprzedni przewodniczący COPE to: Michael Farthing, Fiona Godlee, Harvey Markovitch, Elizabeth Wager, Virginia Barbour, Chris Graf i Geraldine Pearson (współprzewodniczący), Deborah Poff. Obecnie COPE przewodniczy Dan Kulp.

## Struktura
COPE jest zarządzane przez Radę Powierniczą, która jest ostatecznie odpowiedzialna za działalność finansową, prawną i biznesową COPE jako firmy charytatywnej i daje uprawnienia Radzie, dyrektorowi wykonawczemu i zespołowi do zarządzania codziennymi sprawami organizacji.

## Powiązania z innymi organizacjami
COPE ma także powiązania z Radą Wydawców Naukowych (Council of Science Editors), Europejskim Stowarzyszeniem Wydawców Naukowych (European Association of Science Editors), Międzynarodowym Towarzystwem Redaktorów Zarządzających i Technicznych (International Society of Managing and Technical Editors), Światowym Stowarzyszeniem Redaktorów Medycznych (World Association of Medical Editors), Stowarzyszeniem Wydawców Naukowych publikujących w Otwartym Dostępie (Open Access Scholarly Publishers Association), Directory of Open Access Journals (DOAJ), Międzynarodowe Stowarzyszenie Wydawców Naukowych, Technicznych i Medycznych (STM Group) oraz Stowarzyszenie Wydawców Towarzystwa Naukowego i Zawodowego (Association of Learned and Professional Society Publishers).